# Скијавон (Виченца)
Скијавон (итал. Schiavon) је насеље у Италији у округу Виченца, региону Венето.
Према процени из 2011. у насељу је живело 1077 становника. Насеље се налази на надморској висини од 71 м.

## Становништво
Према резултатима пописа становништва 2011. у општини је живело 2.600 становника.
| 1931. | 1936. | 1951. | 1961. | 1971. | 1981. | 1991. | 2001. | 2011. |
| ----- | ----- | ----- | ----- | ----- | ----- | ----- | ----- | ----- |
| 1.910 | 1.964 | 2.001 | 1.867 | 1.969 | 2.152 | 2.237 | 2.327 | 2.600 |

## Партнерски градови
- Monte Belo do Sul